# 哈萨克苏维埃百科全书
哈萨克苏维埃百科全书（قازاق كەڭەس ەنتسيكلوپەدياسى）是第一部哈萨克语综合性百科全书，1972-1978年间出版，包括12卷内容和1卷索引。第13卷，即专门介绍哈萨克苏维埃社会主义共和国的特别卷，于1982年出版。该卷包含哈萨克人的早期历史、社会主义国家的建立、以及哈萨克的民族文化等等。该书由哈萨克科学院组织编撰，主编为穆罕默德然·卡拉塔耶夫。

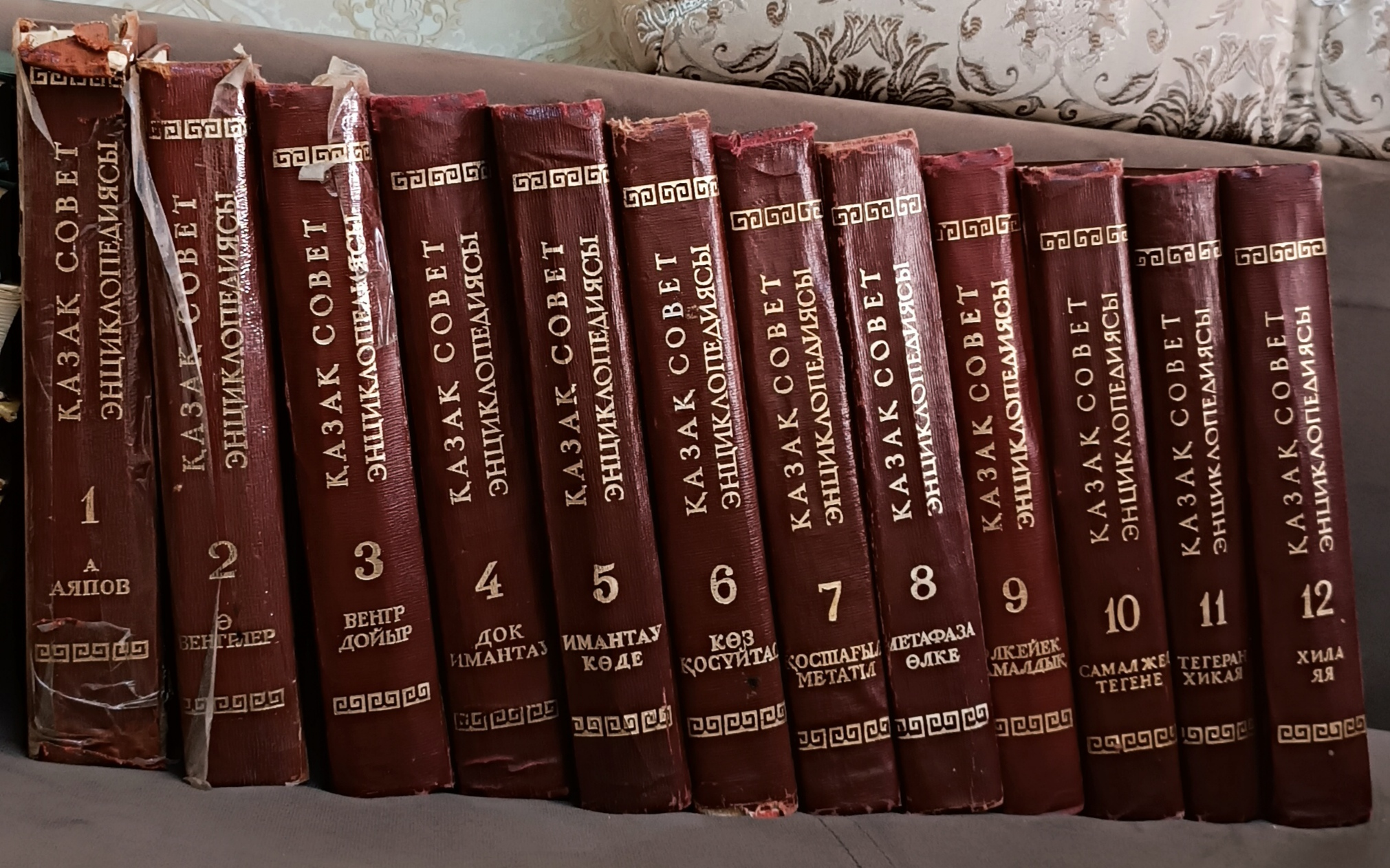

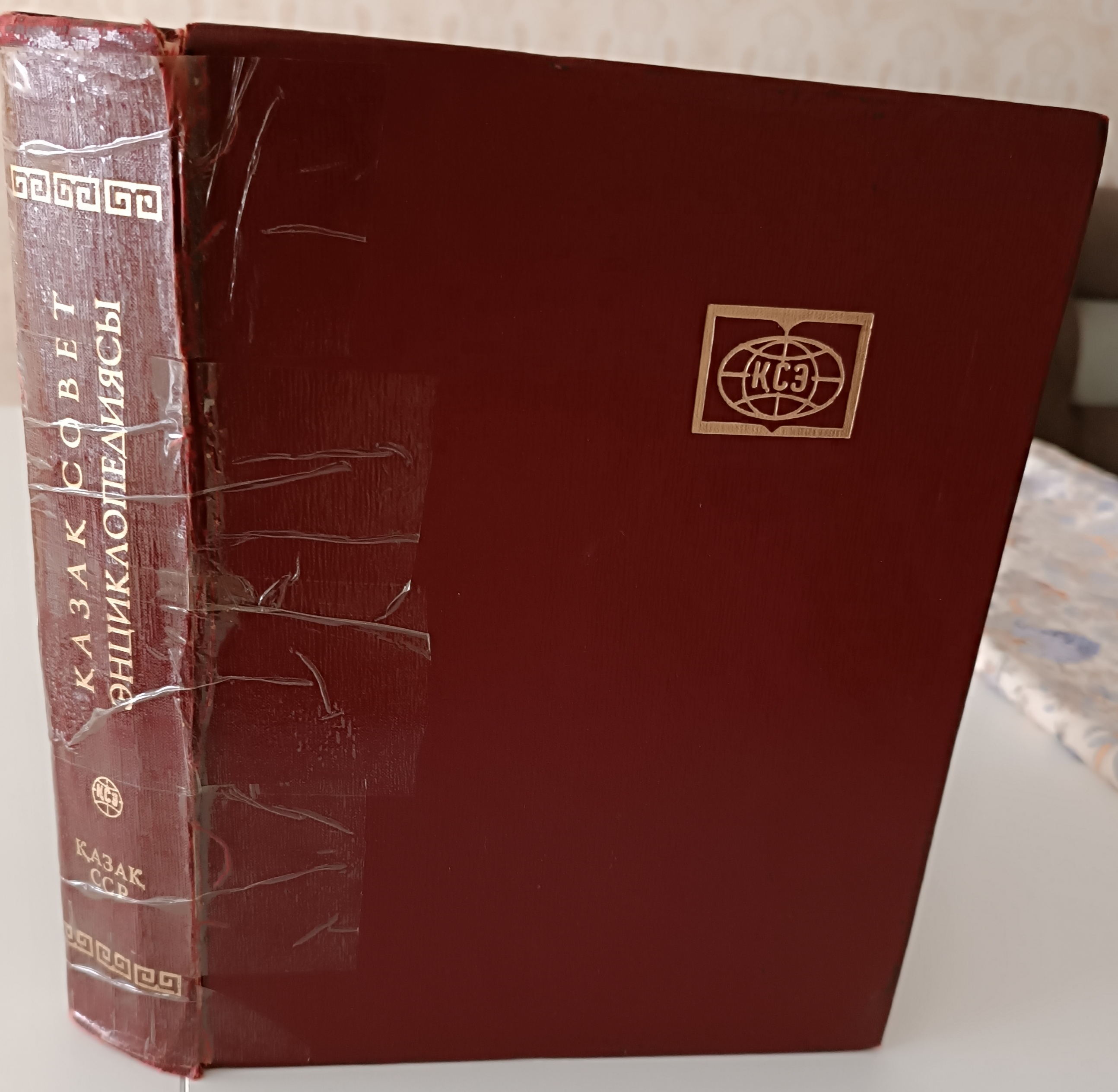

1985年出版的4卷本百科《哈萨克苏维埃社会主义共和国》便是以该书为基础编撰，后来出版的《哈萨克斯坦国家百科全书》同样也从中吸取了不少内容。参编的哈萨克学者包括 У.М. Ахметсафин、О.А. Байқоңыров、С.Б. Бәйішев、Т.Б. Дарқанбаев、Ә.Х. Марғұлан等人，也有一些莫斯科及基辅的学者参与了此书的编写。整本书包含48931篇文章，有彩色地图、图表、表格、照片和肖像。